# Usina Hidrelétrica de Baguari
A Usina Hidrelétrica Baguari fica no médio Rio Doce, no município de Governador Valadares, em Minas Gerais, e tem capacidade instalada de 140 MW, o suficiente para abastecer uma cidade de 450 mil habitantes.
O empreendimento foi o primeiro do Sistema Eletrobras Furnas, e quarto do país, acima de 30 MW a utilizar turbinas do tipo bulbo, indicadas para quedas d’água menores, como a da unidade, de apenas 18 metros

## Localização

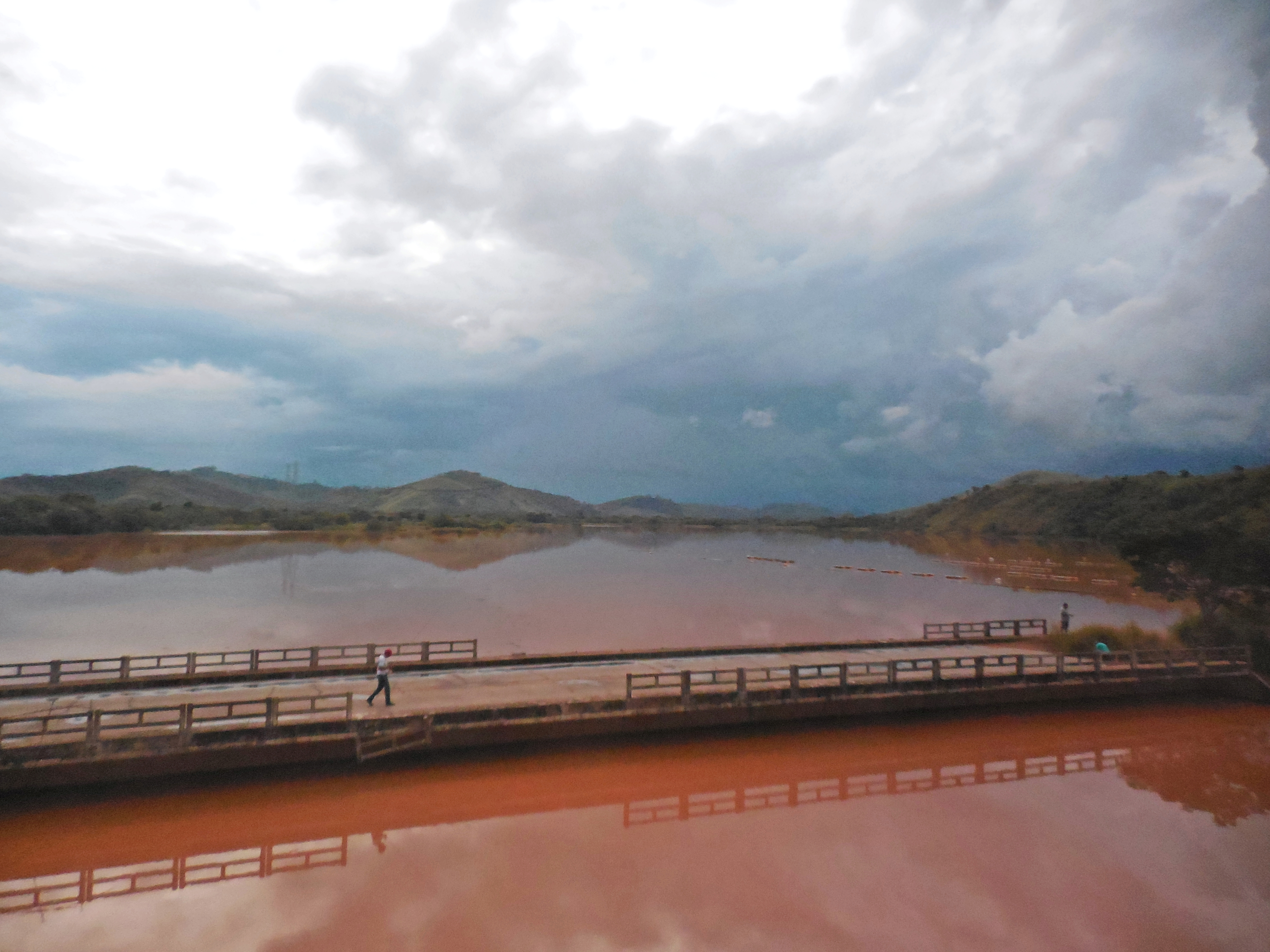
Trecho alagado do rio Corrente Grande no reservatório da Usina Hidrelétrica de Baguari, às margens da BR-381, entre Periquito e Governador Valadares.

A UHE Baguari se localizada no rio Doce, região Leste de Minas Gerais. O seu reservatório abrange áreas dos municípios de Governador Valadares, Alpercata, Fernandes Tourinho, Iapu, Periquito e Sobrália.
Periquito é o município onde se localiza a maior parte da área alagada pelo reservatório (49%), seguido por Fernandes Tourinho (27,93%) e Sobrália  (12,26%).

## História
O leilão A-5 da Agência Nacional de Energia Elétrica (ANEEL), em 2005, foi vencido pelo consórcio UHE Baguari, formado pelas empresas Neoenergia (51%), Cemig (34%) e Furnas (15%). A licença de implantação foi emitida pela Fundação Estadual do Meio Ambiente em 15 de dezembro de 2006.
Para a construção do empreendimento foi contratado um consórcio formado pela Engevix Engenharia S.A., Construtora Norberto Odebrecht S.A. (atual Novonor), e Voith Siemens Hydro Power Generation Ltda. A obra durou 36 meses, um a menos que o prazo previsto.
A usina foi oficialmente inaugurada pelo presidente Luiz Inácio Lula da Silva e pelo governador Aécio Neves, em 22 de outubro de 2009. No entanto, já estava em funcionamento comercial desde 9 de setembro.
O investimento na construção chegou a R$ 516 milhões. Deste total, 70% foram financiados pelo Banco Nacional de Desenvolvimento Econômico e Social (BNDES).

## Meio ambiente
A utilização de turbinas do tipo bulbo, mesma tecnologia que será empregada na Usina de Santo Antônio (RO), reduziu consideravelmente a área alagada pela barragem da hidrelétrica. Seu reservatório ocupa 16 km², o que resulta numa relação de 8,75 MW por km².
Embora localizada no bioma Mata Atlântica, a área alagada da usina era basicamente coberta por pastagens. Ainda assim a instalação provocou perdas de biodiversidade, com a extinção de espécies da fauna local. As manchas de floresta mais importantes afetadas pelo empreendimento foram a Ilha Bonaparte (diretamente afetada) e uma mata no município de Sobrália (na área de influência).